# Step Sisters
Step Sisters es una película de comedia y baile de 2018 dirigida por Charles Stone III y protagonizada por Megalyn Echikunwoke.

## Sinopsis
Con el sueño de estudiar Derecho en Harvard en peligro, la líder de una hermandad negra acepta ayudar a unas chicas a ganar una competencia de baile.

## Reparto
- Megalyn Echikunwoke como Jamilah.
- Lyndon Smith como Danielle.
- Eden Sher como Beth.
- Sheryl Lee Ralph como Yvonne Bishop.
- Gage Golightly como Libby.
- Alessandra Torresani como Amber.
- Nia Jervier como Saundra.
- Marque Richardson como Kevin.
- Robert Curtis Brown como Decano Berman.
- Matt McGorry como Dane.
- Naturi Naughton como Aisha.
- L. Warren Young como Langston Bishop.
- Ashlee Brie Gillum como Cheryl.
- Vienés Moore como Alani.

## Estreno
Los papeles principales de la película fueron elegidos en mayo de 2016. La película fue programada para ser estrenada el 31 de marzo de 2017, por Broad Green Pictures. Sin embargo, finalmente fue retirado del calendario de estrenos. Poco después, Netflix adquirió los derechos de distribución, luego de que Broad Green dejara la película. Esta fue estrenada por Netflix el 19 de enero de 2018.